# الخميس (قرية بحرينية)
الخميس قرية تقع ما بين قرية السلمانية ومدينة عيسى في مملكة البحرين. تعدّ منطقة سكنية مع وجود عدد كبير من المحلات والمنشآت التجارية.
كما يوجد مسجد الخميس وهو أول مسجد إسلامي في مملكة البحرين.